# Cynorkis souegesii
Cynorkis souegesii är en orkidéart som beskrevs av Jean Marie Bosser och Veyret. Cynorkis souegesii ingår i släktet Cynorkis, och familjen orkidéer. Inga underarter finns listade i Catalogue of Life.